# Sanctuaire d'Artémis Orthia
 (novembre 2014).
Le sanctuaire d'Artémis Orthia est l'un des plus importants centres religieux de la cité grecque de Sparte.

## Le sanctuaire

Plan de la Sparte antique. Le sanctuaire d'Orthia correspond au 2.

Le culte d'Orthia est commun aux quatre villages constitutifs de la Sparte originelle, Limnai, Pitana, Kynosoura et Mesoa. Il est probablement précédé, chronologiquement parlant, par le culte de la divinité poliade de Sparte, Athéna, Πολιοῦχος / Polioũkhos (« protectrice de la ville ») ou Χαλκίοικος / Khalkíoikos (« à la Maison de Bronze »).
Le sanctuaire est situé entre Limnai et la rive occidentale du fleuve Eurotas, dans une cuvette naturelle. Les vestiges les plus anciens, des fragments de poterie de la période géométrique, témoignent de l'existence du culte dès le IXe siècle av. J.-C. À l'origine, le culte est célébré sur un autel rectangulaire fait de mottes de terre. Au tout début du VIIIe siècle, le téménos est doté d'un pavement en pierres tirées du fleuve et entouré d'un mur de forme trapézoïdale. Un autel en pierre et en bois est ensuite bâti, ainsi qu'un temple. Les guerres menées par Sparte permettent de financer les travaux.
Un second temple est bâti vers 570 av. J.-C., sous le règne conjoint de Léon et d'Agasiclès (en) (vers 575–560), dont les succès militaires fournissent les fonds pour les travaux. D'abord, le terrain est surélevé, sans doute à la suite d'un débordement de l'Eurotas, puis consolidé. Sur le lit de sable de rivière est élevé un autel et un temple en pierre calcaire, orientés comme les édifices précédents. Le mur d'enceinte est élargi et prend une forme rectangulaire. Le second temple est entièrement refait au IIe siècle av. J.-C., à l'exception de l'autel, lequel est remplacé à son tour quand les Romains bâtissent au IIIe siècle apr. J.-C. un amphithéâtre pour accueillir les touristes de la diamastigosis (cf. ci-dessous).

## Le culte

### Éléments primitifs du culte

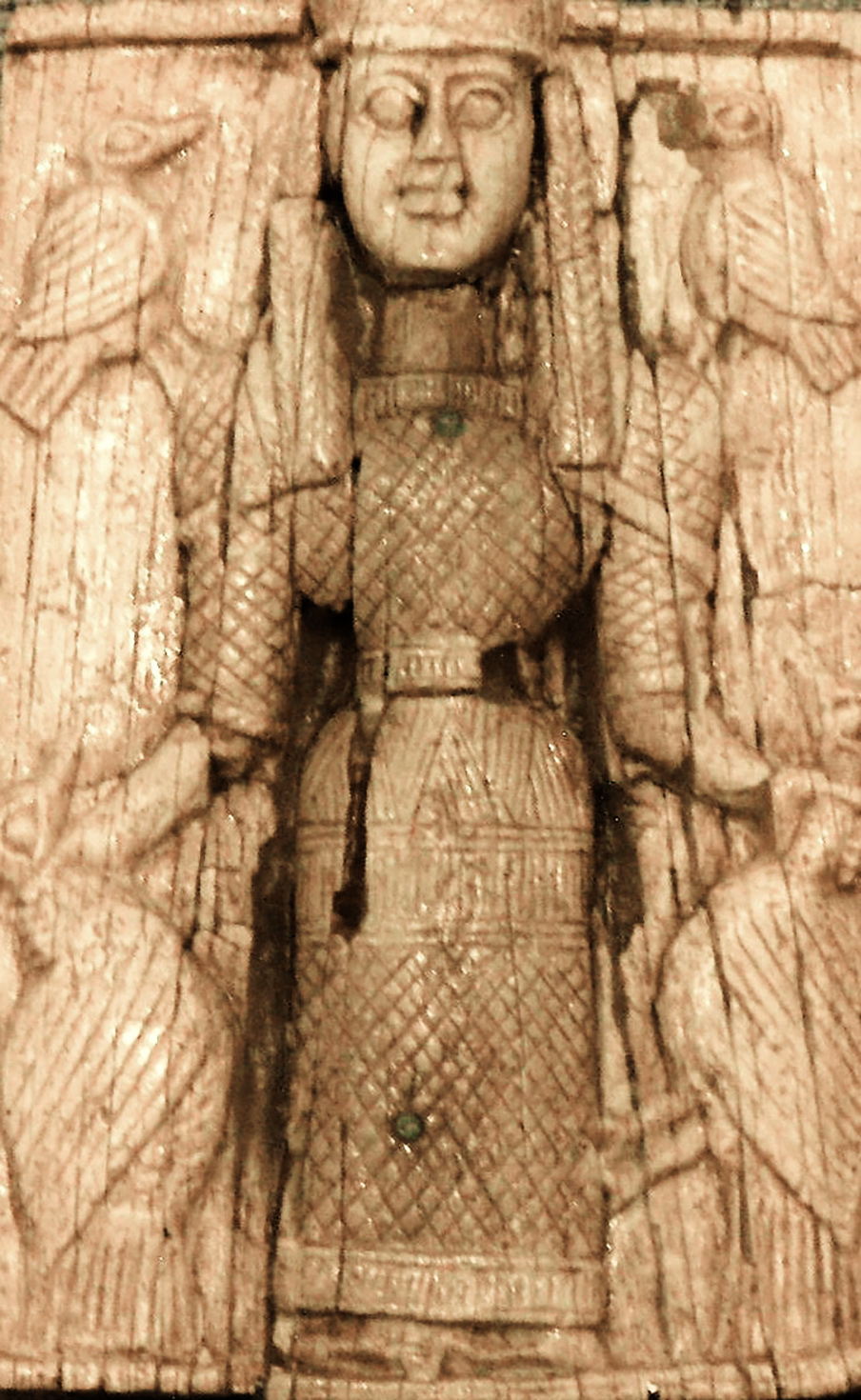
Représentation de la déesse sur un ex-voto d'ivoire, Musée national archéologique d'Athènes

À l'origine, le culte d'Orthia est celui d'une religion pré-anthropomorphique et pré-olympienne. Les inscriptions mentionnent simplement « Orthia » (ou d'autres variantes comme Orthria), à l'instar du poète lyrique Alcman (Parthénies, I, v. 61), qui l'appelle également Aotis (« celle de l'aurore », v. 87).
Le culte s'adresse à un xoanon (effigie grossière en bois) réputé maléfique. Pausanias (III, 16, 9-11) conte en effet que, originaire de Tauride, il a été volé par Oreste et Iphigénie. Rendant fou ceux qui le trouvent, il fait s'entretuer les Spartiates qui sacrifient à Artémis. Seule l'intervention d'un oracle permet d'apprivoiser la statue. Du sang humain est répandu sur l'autel, qui accueille ensuite des sacrifices humains par tirage au sort. Le législateur Lycurgue les remplace ensuite par la flagellation rituelle des éphèbes, la diamastigosis. Selon Plutarque (Vie d'Aristide, 17, 10), il faut plutôt y voir la commémoration d'un épisode des guerres médiques.
Artémis y est vénérée sous l'épiclèse de Λυγοδέσμα / Lygodésma, littéralement « au lien d'osier », ce qui suggère une statue entravée, typique des cultes grecs primitifs. Pour Pausanias (ibid.) cependant, le nom s'explique parce que l'on aurait trouvé le xoanon dans un buisson d'osier qui maintient la statuette orthia, c'est-à-dire « droite ». Son culte comprend, outre la flagellation, des danses individuelles de jeunes gens et des danses de chœurs de jeunes filles. Pour les garçons, le prix du concours est une faucille, ce qui laisse supposer un rite agraire.
La présence d'ex-voto atteste de la popularité du culte : masques d'argile représentant des vieilles femmes ou des hoplites ainsi que des figurines de plomb en terre cuite, montrant des hommes et des femmes jouant de la flûte, la lyre ou des cymbales, ou encore montant à cheval.

### Ladiamastigosis

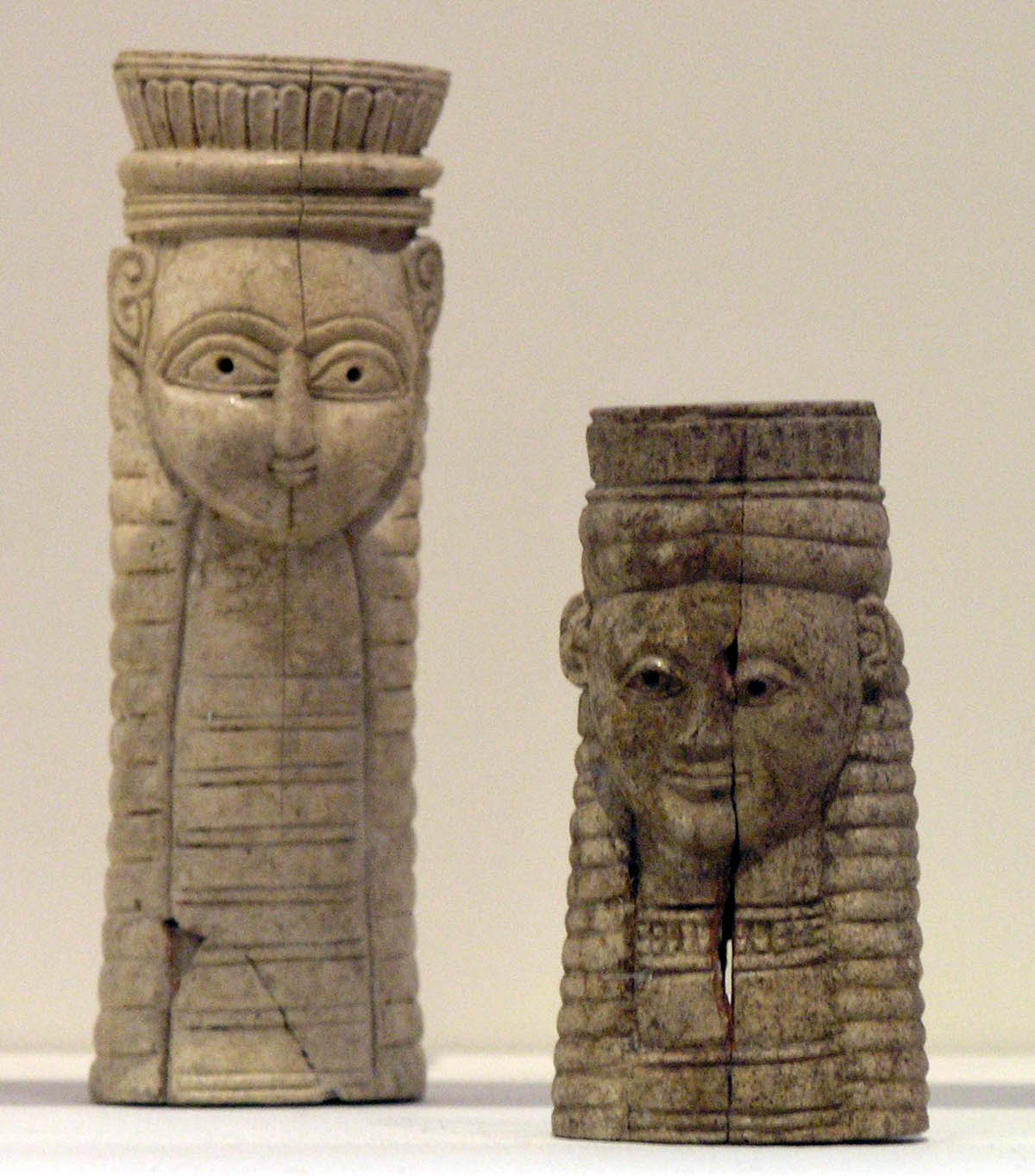
Ex-voto du sanctuaire, protomés d'animaux, Musée national archéologique d'Athènes

Le culte d'Orthia donne lieu à la διαμαστίγωσις / diamastigosis (de διαμαστιγῶ / diamastigô, « fouetter durement »), la flagellation des éphèbes (cf. ci-dessus), décrite par Plutarque, Xénophon et Platon. Des fromages sont empilés sur l'autel et protégés par des adultes armés de fouets. Les jeunes gens doivent s'en emparer, bravant les coups de fouet. Au moins à l'époque romaine, la prêtresse peut contrôler la force des coups : selon Pausanias (III, 16, 10–11), celle-ci porte pendant le rituel le xoanon d'Orthia. Lorsque l'un des porte-fouets retient ses coups, pour ne pas défigurer un joli garçon ou par égard pour sa famille, le xoanon est censé s'alourdir. La prêtresse réprimande alors le fouetteur fautif.
À l'époque romaine, d'après Cicéron (Tusculanes, II, 34), le rituel s'est mué en spectacle sanglant allant parfois jusqu'à la mort d'un garçon, sous les yeux de spectateurs venus de tout l'Empire. Un amphithéâtre doit même être bâti au IIIe siècle pour accueillir les touristes. Libanios indique qu'au IVe siècle encore, le spectacle attire les curieux.

## L'exploration du site
Le sanctuaire est mis au jour au début du XXe siècle par l'École britannique d'archéologie, au cours de ses fouilles en Laconie. À l'époque, le site abrite seulement les ruines d'un théâtre romain, largement pillées après la fondation de la Sparte moderne en 1834 et en passe d'être enlisées par la rivière. Rapidement, les archéologues, sous la conduite de R. M. Dawkins, trouvent des vestiges grecs. Dawkins écrit : « Le théâtre romain a pu efficacement protéger (…) une grande quantité d'objets archaïques qui, par la lumière qu'ils jettent sur la Sparte primitive, ont donné à cette fouille une importance capitale. »
La première campagne de fouilles dure cinq saisons, au terme desquelles Dawinks publie en 1910 une Histoire du sanctuaire. Elle est marquée par un recours intensif à la stratigraphie. La campagne de 1924–1928 à Sparte comprend également un épisode de nettoyage à Orthia en 1928.

## Voir aussi

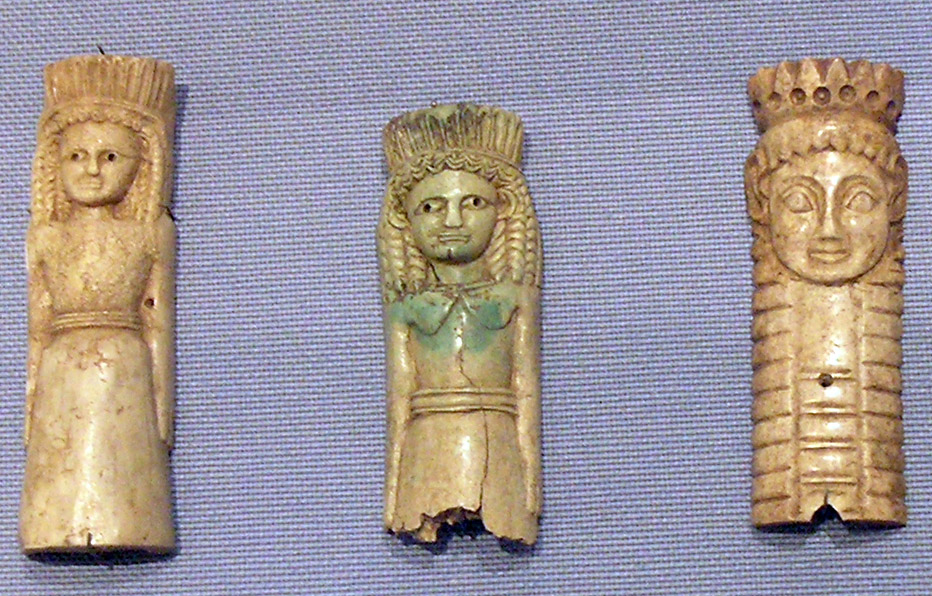
Protomés en ivoire de la déesse, offrandes au sanctuaire, Musée national archéologique d'Athènes